# 1401
1401 (MCDI) je bilo navadno leto, ki se je po julijanskem koledarju začelo na soboto.

## Dogodki
- Timurlenk zavzame Damask in Bagdad

## Rojstva
- - Nikolaj Kuzanski, nemški kardinal, matematik, filozof († 1464)

## Smrti
- 25. maj - Marija Sicilska, kraljica Sicilije, vojvodinja Aten in Neopatrije (* 1363)
- Anabella Drummond, škotska kraljica, soproga Roberta III. (* 1350)
- Magister Wigbold, nemški pirat (* 1365)
- Michele di Lando, florentinski česalec volne, voditelj upora Ciompov (* 1343)